# Builth Wells
Builth Wells (Llanfair ym Muallt in gallese) è una città del Galles centrale, posta nella contea di Powys ed in quella tradizionale di Brecknockshire.

## Geografia fisica
La cittadina che al censimento del 2001 contava 2 352 abitanti è posta sulla riva destra del fiume Wye poco ad est della confluenza dell'Irfon nel Wye. La linea ferroviaria "Heart of Wales Line" che va da Llanelli  a Craven Arms passa a circa 5 km ad est della città e la serve tramite le stazioni dei villaggi di Builth Road e di Cilmeri.

## Storia
Le origini della città sono probabilmente del periodo normanno. A quel tempo Philip de Braose fece erigere un castello in legno a controllo del fiume Wye. Nel 1277 Edoardo I fece ricostruire il castello in pietra. La cittadina si sviluppò attorno al castello che non è più esistente. Nel 1690 parte dell'abitato fu raso al suolo da un incendio. Nel 1779 fu costruito il ponte che ancora oggi scavalca il fiume Wye. A partire dalla metà del XIX secolo la cittadina ebbe il suo sviluppo come città termale e fu raggiunta dalla ferrovia. 
A Cilmeri, posta a circa 4 km da Buith Wells fu ucciso Llewelyn ap Gruffyd, l'ultimo principe gallese, dai soldati di Edoardo I nel 1282.
Oggi la città conserva il suo ruolo di mercato per le aree circostanti ma ha subito un notevole declino con la fine dell'industria termale.

## Royal Welsh Show
Nei pressi del villaggio di Llanelwedd, posto sulla riva del Wye opposta a Buith Wells, si tiene annualmente a luglio il Royal Welsh Show organizzato dalla Royal Welsh Agricultural Society. La manifestazione è una vera e propria festa degli agricoltori di tutta la regione. Prevede una fiera del bestiame, competizioni di cani, competizioni tra i tosatori di pecore e tra i taglialegna, gare di pesca, falconeria, gare ippiche, concerti di bande musicali ed altre manifestazioni.
La manifestazione è un grande evento sociale per la popolazione della regione rurale del Galles. La Young Farmers Association (Associazione dei giovani agricoltori), che ha tra i suoi scopi la socializzazione dei giovani delle zone rurali, organizza vari tipi di gare tra i suoi membri che hanno le finali annuali nel corso della manifestazione.